# Exochorda
Exochorda é um género botânico pertencente à família Rosaceae.